# Olympic Wilderness
Olympic Wilderness, littéralement «Aire sauvage Olympique», est une réserve naturelle située sur la péninsule Olympique à l'ouest de l'État de Washington aux États-Unis. D'une superficie de 3 547,8 km2, elle est située totalement à l'intérieur du parc national Olympique dont elle constitue 95 % de la superficie.